# Dálnice A23 (Německo)
Dálnice A23, německy Bundesautobahn 23 (zkratka BAB 23), zkráceně Autobahn 23 (zkratka A23), je dálnice na severu Německa. Měří 87 km. Z velké části dálnice běží souběžně se spolkovou silnicí B5. Hlavním účelem je propojení pobřeží Severního moře s Hamburkem. Severně od Heide se z A23 stává spolková silnice B5, která spojuje Eiderstedt, Husum a ostrovy Nordfrieslandu s německou dálniční sítí.